# 中国驻赞比亚大使馆
中华人民共和国驻赞比亚共和国大使馆（英語：Embassy of the People's Republic of China in the Republic of Zambia），简称中国驻赞比亚大使馆，是中华人民共和国驻赞比亚的外交代表机构。

## 机构设置
中国驻赞比亚大使馆设置下列机构：
- 经济商务参赞处
- 领事部